# Могошешть (Димбовіца)
Могошешть, Могошешті (рум. Mogoșești) — село у повіті Димбовіца в Румунії. Входить до складу комуни Драгомірешть.
Село розташоване на відстані 74 км на північний захід від Бухареста, 6 км на південний захід від Тирговіште, 139 км на північний схід від Крайови, 87 км на південь від Брашова.

## Населення
За даними перепису населення 2002 року у селі проживали 552 особи, усі — румуни. Усі жителі села рідною мовою назвали румунську.